# Čchungdžu

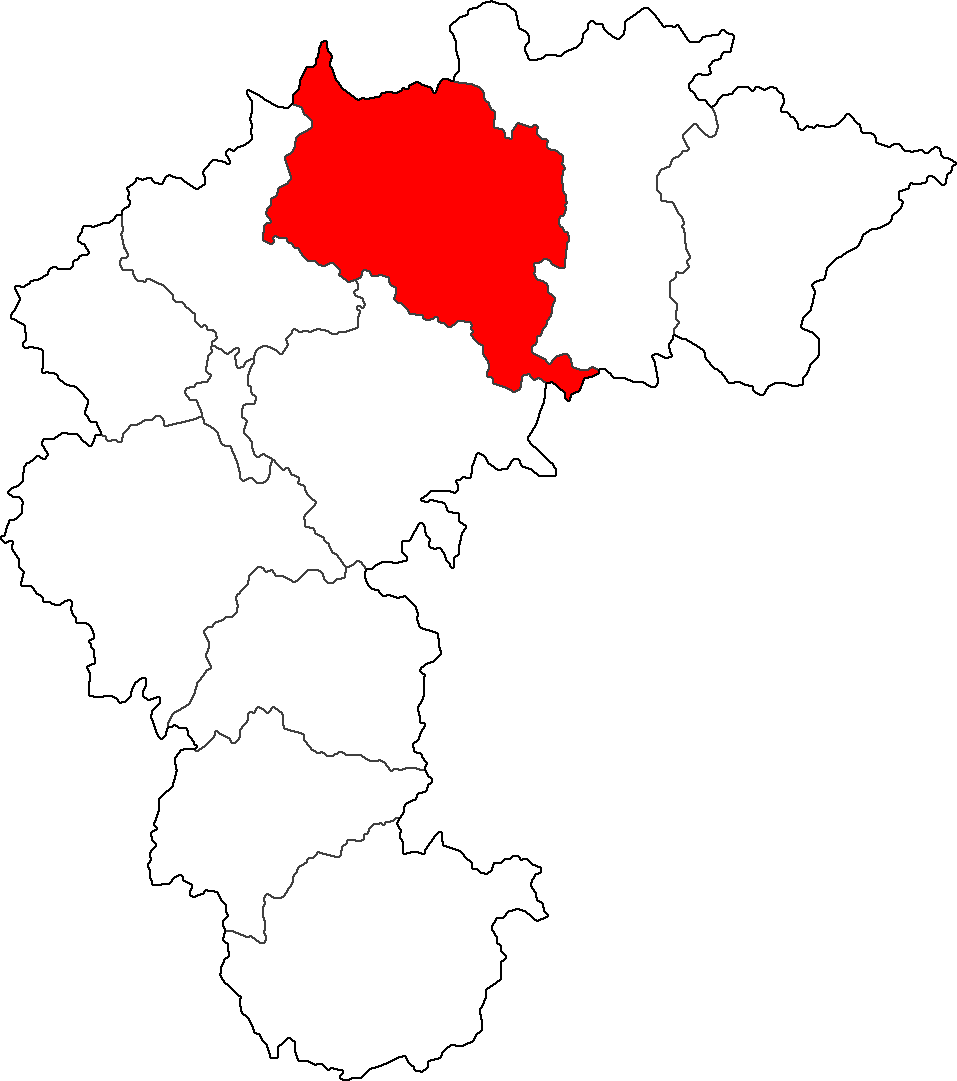
Město Čchungdžu v provincii Čchungčchongbuk-to

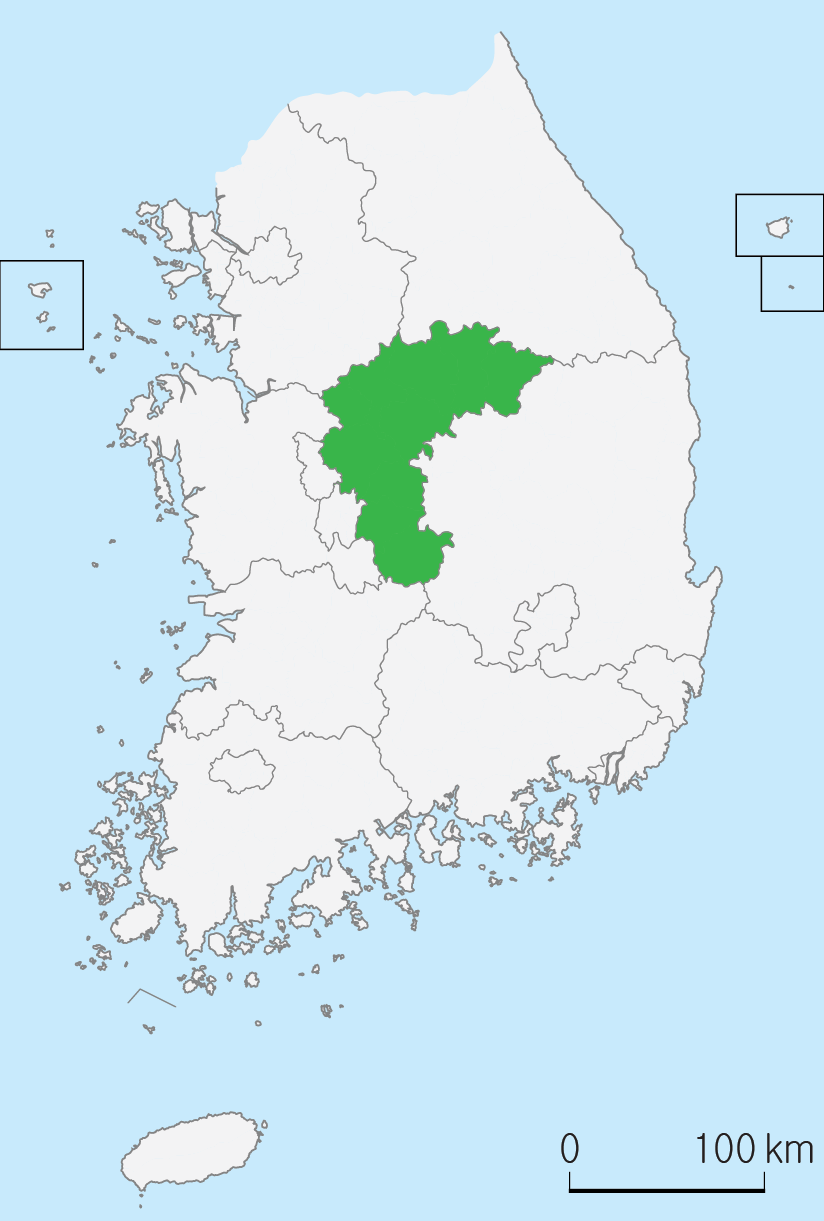
Poloha provincie Čhungčhongbuk-do

Čchungdžu ( korejsky 충주) je jihokorejské město. Nachází se ve střední části území, v provincii Severní Čchungčchong. Na území o rozloze 983 km² zde žije přibližně 211 075 obyvatel (údaj z roku 2001). V okolí města se rozprostírá pohoří Nam-san (남산) s nejvyšším bodem ve výšce 663 metrů. Čchungdžu je známé každoročním pořádáním festivalu bojových umění.

## Partnerská města
- Jagawara, Japonsko (1994)
- Musašino, Japonsko (1997)
- Ta-čching, Čína (2001)
- Tchaj-čung, Tchaj-wan (1969)